# Hrabstwo Blount (Tennessee)
Hrabstwo Blount (ang. Blount County) – hrabstwo w stanie Tennessee w Stanach Zjednoczonych. Obszar całkowity hrabstwa obejmuje powierzchnię 566,65 mil² (1467,62 km²). Według szacunków United States Census Bureau w 2009 roku miało 122 784 mieszkańców.
Hrabstwo powstało w 1795 roku. 

## Miasta
- Alcoa
- Friendsville
- Louisville
- Maryville
- Rockford
- Townsend[4]

## CDP
- Eagleton Village
- Walland
- Wildwood[4]